# 今井遥
今井 遥（いまい はるか、1993年8月31日 - ）は、日本の元フィギュアスケート選手（女子シングル）。2008年JGPゴールデンリンクス優勝。2008年全日本ジュニア選手権優勝。2010年、2013年オンドレイネペラトロフィー優勝。2011年冬季アジア大会銀メダル。2011年GPスケートアメリカ4位。2014年四大陸選手権4位。2015年CSオータムクラシック2位。夫はプロフィギュアスケーターの中村優。

## 経歴
東京都武蔵村山市出身。武蔵村山市立第四小学校、武蔵村山市立第二中学校、日本橋女学館高等学校卒。大東文化大学外国語学部英語学科中退、早稲田大学人間科学部通信教育課程（eスクール）卒業。学位は学士（人間科学）。
スケートを始めたのが小学校3年生（9歳）と国際大会に出場する選手としては遅い部類に入る。
2007年全日本ジュニア選手権で7位に入りジュニア強化選手に選ばれ、翌2008-2009シーズン、初出場となったジュニアグランプリシリーズのゴールデンリンクスで優勝。その勢いのまま全日本ジュニア選手権でも鈴木真梨、村上佳菜子、中村愛音、水津瑠美、庄司理紗、村元哉中、佐藤未生、西野友毬、石川翔子、藤澤亮子、國分紫苑、河西歩果、上野沙耶、高山睦美ら同世代のスターが揃う黄金世代を破って優勝し、全日本選手権および世界ジュニア選手権に出場。
2009-2010シーズンは全日本ジュニア選手権で2位となり連覇は逃すものの、前年に続いて出場した全日本選手権で6位に入る。世界ジュニア選手権への出場はならなかったが、欠場した中野友加里に代わり四大陸選手権日本代表となり、自己ベストスコアを更新し5位に入る。この成績により翌2010-2011シーズンにはグランプリシリーズ出場を果たす。
2010-2011冬季アジア大会で2位表彰台に上がった。
2011-2012シーズンはフィギュアスケートに集中できる環境を求め、拠点をアメリカのデトロイトに移した。そこでアリッサ・シズニーやジェレミー・アボットらトップ選手と共に、ジェイソン・ダンジェンと佐藤有香の指導を受けるようになる。グランプリシリーズではファイナルに進出できなかったが、前シーズン不調に終わった全日本選手権では、自己最高の4位という結果を残す。しかし、夏に疲労骨折と判明した右足甲のケガが治りきっておらず、2年ぶりに出場した四大陸選手権ではミスが相次ぎ9位に終わった。
2012-2013シーズン、スケートアメリカで5位、NHK杯で8位となり、グランプリシリーズでの表彰台は叶わずに終わる。また、全日本選手権ではジャンプのミスなどが響き14位に終わった。
2013-2014シーズンからは拠点を日本へ戻し日本スケート連盟フィギュアスケート特別強化選手へ昇格（2013年10月）。コーチを道上留美子に変更した。シーズン初戦のネペラメモリアルで優勝。全日本選手権では同大会において自己記録を更新し、安藤美姫、本郷理華らを上回ったが、鈴木明子、村上、浅田真央、宮原知子に次ぐ5位に留まりソチオリンピック日本代表選出はならなかった。四大陸選手権では自己ベストをマークし、総合4位に入った。続くチャレンジカップは総合2位。
2014年7月から祖父母の出身地で新設の新潟アサヒアレックスアイスアリーナ（新潟市）に練習拠点を移し、ムサシノFSC（東京）から新潟県スケート連盟所属へ変更となった。
2014-2015シーズン 昨シーズンの結果と浅田真央の休養、鈴木明子の引退で、全日本選手権表彰台、世界選手権代表、世界選手権上位を期待され、さらなる飛躍が期待されていたが、ISUチャンジャーシリーズオンドレイネペラ杯で5位に終わり、GPシリーズではフランス杯でロシア勢3人、アメリカ勢3人、地元フランスのメイテに敗れ8位、スケートアメリカでは再びロシア勢3人、アメリカ勢3人とさらに韓国の新星朴小宴にスケート陣勢でただ一度の敗北で8位と2戦とも振るわず悲願の表彰台を逃した。巻き返しが期待されたが全日本選手権では10位と低迷。悲願だった世界選手権代表、前年出場した四大陸選手権、さらにユニバーシアード代表も逃した。
2015-2016シーズン  シーズン初戦カナダで行われたオータムクラシックで、非公式ではあるがFS自己ベストをわずかに上回る116.72、トータルも174点代と自己ベストに迫る得点で2位に入り、前シーズンとは違い好調なスタートだった。しかし、GPシリーズではスケートアメリカで158点と振るわず10位。続くエリックボンバール杯ではSP9位と出遅れたがFSがテロの影響で中止になり9位に終わった。また、全日本選手権は大失敗で宮原、樋口新葉、浅田、本郷、白岩優奈、村上の上位6人が180点以上を出すハイレベルな争いの中、161.23点で新星新田谷凜、永井優香、木原万莉子、松田悠良、磯邉ひな乃、更にジュニアの本田真凜、坂本花織、横井ゆは菜にも敗れて14位に終わり、悲願の世界選手権代表、四大陸選手権代表も2年連続逃した。
2016-2017シーズン、地方予選を突破し出場した全日本選手権は19位と振るわなかった。年明けに長野で行われた国民体育大会に出場、以後大会出場はなくシーズンを終えた。
2017-2018シーズン、シーズン初戦の北海道・東北選手権は2位。東日本選手権はブロック大会からの怪我が響き棄権。結果、2008年から9年連続で出場していた全日本選手権を逃し、全日本選手権出場は9年連続でストップした。
2018年3月1日、自身のInstagramで現役引退を表明。
2024年7月7日、プロフィギュアスケーターの中村優との結婚を発表。

## 技術・演技
アクセルを除く3回転ジャンプを飛べる。コンビネーションでは、3T+3T、2A＋3T、3S＋3T、3Lo+3T、3Lo+2T+2Loを成功している。特に、3S+3TはSPでよく使い高い評価を受けることもよくある。
サルコウとループを得意としていてよくコンビネーションにすることが多い。
また、ドーナツスピンは回転が速くポジションもきれいなスピンで高い評価を受けている。
滑らかな、柔らかいスケーティングが特徴。

## 主な戦績
| 大会/年               | 2007-08 | 2008-09 | 2009-10 | 2010-11 | 2011-12 | 2012-13 | 2013-14 | 2014-15 | 2015-16 | 2016-17 |
| --------------------- | ------- | ------- | ------- | ------- | ------- | ------- | ------- | ------- | ------- | ------- |
| 四大陸選手権          |         |         | 5       |         | 9       |         | 4       |         |         |         |
| 全日本選手権          |         | 14      | 6       | 12      | 4       | 14      | 5       | 11      | 15      | 19      |
| GPエリック杯          |         |         |         | 6       |         |         |         | 8       | 9       |         |
| GPスケートアメリカ    |         |         |         |         | 4       | 5       |         | 8       | 10      |         |
| GPロステレコム杯      |         |         |         |         | 6       |         | 9       |         |         |         |
| GP中国杯              |         |         |         |         |         |         | 6       |         |         |         |
| GP NHK杯              |         |         |         |         |         | 8       |         |         |         |         |
| GPスケートカナダ      |         |         |         | 5       |         |         |         |         |         |         |
| CSネペラ杯            |         |         |         | 1       |         |         | 1       | 5       |         |         |
| オータムクラシック    |         |         |         |         |         |         |         |         | 2       |         |
| チャレンジカップ      |         |         |         |         |         |         | 2       |         |         |         |
| ガルデナスプリング杯  |         |         |         | 3       |         | 2       |         |         |         |         |
| ネーベルホルン杯      |         |         |         |         |         | 3       |         |         |         |         |
| 冬季アジア大会        |         |         |         | 2       |         |         |         |         |         |         |
| アイスチャレンジ      |         |         | 5       |         |         |         |         |         |         |         |
| ニース杯              |         |         | 3       |         |         |         |         |         |         |         |
| 世界Jr.選手権         |         | 16      |         |         |         |         |         |         |         |         |
| 全日本Jr.選手権       | 7       | 1       | 2       |         |         |         |         |         |         |         |
| JGPブダペスト         |         |         | 3       |         |         |         |         |         |         |         |
| JGPゴールデンリンクス |         | 1       |         |         |         |         |         |         |         |         |
| 国民体育大会          |         |         |         |         |         |         | 1       |         | 3       | 7       |

### 詳細
| 2016-2017 シーズン    |                                              |          |          |           |
| 開催日                | 大会名                                       | SP       | FS       | 結果      |
| 2016年12月22日 - 25日 | 第85回全日本フィギュアスケート選手権（門真） | 21 51.29 | 18 96.29 | 19 147.58 |

| 2015-2016 シーズン    |                                                          |          |           |           |
| 開催日                | 大会名                                                   | SP       | FS        | 結果      |
| 2015年12月24日 - 27日 | 第84回全日本フィギュアスケート選手権（札幌）             | 15 55.20 | 14 106.03 | 15 161.23 |
| 2015年11月13日 - 15日 | ISUグランプリシリーズ エリック・ボンパール杯（ボルドー） | 9 47.87  | 中止      | 9         |
| 2015年10月23日 - 25日 | ISUグランプリシリーズ スケートアメリカ（ミルウォーキー） | 9 56.52  | 10 102.13 | 10 158.65 |
| 2015年10月12日 - 15日 | 2015年スケートカナダオータムクラシック（バリー）         | 3 58.17  | 2 116.72  | 2 174.89  |

| 2014-2015 シーズン    |                                                                        |          |           |           |
| 開催日                | 大会名                                                                 | SP       | FS        | 結果      |
| 2014年12月25日 - 28日 | 第83回全日本フィギュアスケート選手権（長野）                           | 10 56.95 | 11 101.08 | 11 158.03 |
| 2014年11月21日 - 23日 | ISUグランプリシリーズ エリック・ボンパール杯（ボルドー）               | 8 54.72  | 8 99.98   | 8 154.70  |
| 2014年10月24日 - 26日 | ISUグランプリシリーズ スケートアメリカ（シカゴ）                       | 8 53.79  | 7 104.18  | 8 157.97  |
| 2014年10月1日 - 5日   | ISUチャレンジャーシリーズ オンドレイネペラトロフィー（ブラチスラヴァ） | 11 41.90 | 2 93.25   | 5 135.15  |

| 2013-2014 シーズン    |                                                    |         |          |          |
| 開催日                | 大会名                                             | SP      | FS       | 結果     |
| 2014年3月6日 - 9日    | 2014年チャレンジカップ（ハーグ）                   | 4 43.30 | 2 90.73  | 2 134.03 |
| 2014年1月20日 - 25日  | 2014年四大陸フィギュアスケート選手権（台北）       | 3 62.72 | 6 112.68 | 4 175.40 |
| 2013年12月20日 - 23日 | 第82回全日本フィギュアスケート選手権（さいたま）   | 6 60.63 | 4 125.53 | 5 186.16 |
| 2013年11月22日 - 24日 | ISUグランプリシリーズ ロステレコム杯（モスクワ）   | 8 49.55 | 9 95.75  | 9 145.30 |
| 2013年11月1日 - 3日   | ISUグランプリシリーズ 中国杯（北京）               | 5 54.79 | 6 95.51  | 6 150.30 |
| 2013年10月3日 - 5日   | 2013年オンドレイネペラトロフィー（ブラチスラヴァ） | 2 52.71 | 1 110.93 | 1 163.64 |

| 2012-2013 シーズン    |                                                  |          |          |           |
| 開催日                | 大会名                                           | SP       | FS       | 結果      |
| 2013年4月1日 - 3日    | 2013年ガルデナスプリング杯（ガルデナ）           | 7 46.67  | 2 107.52 | 2 154.19  |
| 2012年12月20日 - 24日 | 第81回全日本フィギュアスケート選手権（札幌）     | 18 47.30 | 13 90.62 | 14 137.92 |
| 2012年11月23日 - 25日 | ISUグランプリシリーズ NHK杯（利府）              | 9 48.10  | 8 97.32  | 8 145.42  |
| 2012年10月19日 - 21日 | ISUグランプリシリーズ スケートアメリカ（ケント） | 7 49.90  | 4 107.82 | 5 157.72  |
| 2012年9月27日 - 29日  | 2012年ネーベルホルン杯（オーベルストドルフ）     | 9 47.70  | 3 105.94 | 3 153.64  |

| 2011-2012 シーズン    |                                                              |          |          |          |
| 開催日                | 大会名                                                       | SP       | FS       | 結果     |
| 2012年2月9日 - 12日   | 2012年四大陸フィギュアスケート選手権（コロラドスプリングス） | 11 45.19 | 9 89.30  | 9 134.49 |
| 2011年12月22日 - 26日 | 第80回全日本フィギュアスケート選手権（門真）                 | 5 57.82  | 5 108.85 | 4 166.67 |
| 2011年11月25日 - 27日 | ISUグランプリシリーズ ロステレコム杯（モスクワ）             | 6 55.20  | 6 99.56  | 6 154.76 |
| 2011年10月21日 - 23日 | ISUグランプリシリーズ スケートアメリカ（オンタリオ）         | 4 54.67  | 9 88.27  | 4 142.94 |

| 2010-2011 シーズン      |                                                      |          |          |           |
| 開催日                  | 大会名                                               | SP       | FS       | 結果      |
| 2011年3月31日 - 4月3日  | 2011年ガルデナスプリング杯（ガルデナ）               | 2 47.89  | 3 88.43  | 3 136.32  |
| 2011年1月30日 - 2月6日  | 第7回アジア冬季競技大会（アスタナ）                  | 2 54.02  | 2 112.98 | 2 167.00  |
| 2010年12月24日 - 27日   | 第79回全日本フィギュアスケート選手権（長野）         | 17 45.96 | 11 93.59 | 12 139.55 |
| 2010年11月26日 - 28日   | ISUグランプリシリーズ エリック・ボンパール杯（パリ） | 3 58.38  | 9 87.09  | 6 145.47  |
| 2010年10月29日 - 31日   | ISUグランプリシリーズ スケートカナダ（キングストン） | 6 52.52  | 3 102.02 | 5 154.54  |
| 2010年9月30日 - 10月2日 | 2010年オンドレイネペラメモリアル（ブラチスラヴァ）   | 1 54.61  | 2 87.01  | 1 141.62  |

| 2009-2010 シーズン       |                                                      |         |          |          |
| 開催日                   | 大会名                                               | SP      | FS       | 結果     |
| 2010年1月25日 - 31日     | 2010年四大陸フィギュアスケート選手権（全州）         | 5 55.06 | 6 100.23 | 5 155.29 |
| 2009年12月25日 - 27日    | 第78回全日本フィギュアスケート選手権（大阪）         | 7 55.98 | 6 110.18 | 6 166.16 |
| 2009年11月21日 - 23日    | 第78回全日本フィギュアスケートジュニア選手権（横浜） | 3 49.82 | 2 94.15  | 2 143.97 |
| 2009年11月4日 - 8日      | 2009年ニース杯（ニース）                             | 3 51.46 | 3 90.00  | 3 141.46 |
| 2009年10月28日 - 11月1日 | 2009年アイスチャレンジ（グラーツ）                   | 5 52.48 | 5 83.14  | 5 135.62 |
| 2009年8月26日 - 29日     | ISUジュニアグランプリ ブダペスト（ブダペスト）       | 4 47.95 | 3 83.18  | 3 131.13 |

| 2008-2009 シーズン     |                                                        |          |          |           |
| 開催日                 | 大会名                                                 | SP       | FS       | 結果      |
| 2009年2月23日 - 3月1日 | 2009年世界ジュニアフィギュアスケート選手権（ソフィア） | 17 43.58 | 16 69.66 | 16 113.24 |
| 2008年12月25日 - 27日  | 第77回全日本フィギュアスケート選手権（長野）           | 16 43.86 | 14 77.53 | 14 121.39 |
| 2008年11月23日 - 24日  | 第77回全日本フィギュアスケートジュニア選手権（名古屋） | 2 53.05  | 4 91.10  | 1 144.15  |
| 2008年10月1日 - 4日    | ISUジュニアグランプリ ゴールデンリンクス（ホメリ）     | 3 47.60  | 1 97.40  | 1 145.00  |

| 2007-2008 シーズン    |                                                      |         |         |          |
| 開催日                | 大会名                                               | SP      | FS      | 結果     |
| 2007年11月24日 - 25日 | 第76回全日本フィギュアスケートジュニア選手権（仙台） | 7 43.42 | 9 76.57 | 7 119.99 |

## プログラム使用曲
| シーズン  | SP | FS                                                                                       | EX |
| --------- | --- | ---------------------------------------------------------------------------------------- | --- |
| 2017-2018 | 映画『レジェンド・オブ・フォール/果てしなき想い』より 作曲：ジェームズ・ホーナー 振付：フィリップ・ミルズ     | プリマヴェーラ 作曲：ルドヴィコ・エイナウディ 振付：パスカーレ・カメレンゴ               | |
| 2016-2017 | 映画『レジェンド・オブ・フォール/果てしなき想い』より 作曲：ジェームズ・ホーナー 振付：フィリップ・ミルズ     | プリマヴェーラ 作曲：ルドヴィコ・エイナウディ 振付：パスカーレ・カメレンゴ               | |
| 2015-2016 | マラゲーニャ 作曲：エルネスト・レクオーナ ボーカル：ナナ・ムスクーリ 振付：パスカーレ・カメレンゴ             | 恋人達の夢 作曲：サン・プルー 振付：パスカーレ・カメレンゴ                               | Open Your Wings ボーカル：Hánna 振付：国友慎之助                                                                         |
| 2014-2015 | マラゲーニャ 作曲：エルネスト・レクオーナ ボーカル：ナナ・ムスクーリ 振付：パスカーレ・カメレンゴ             | ジゼル 作曲：アドルフ・アダン 振付：フィリップ・ミルズ                                   | Defying Gravity ミュージカル『ウィキッド』より 作曲：スティーヴン・シュワルツ ボーカル：イディナ・メンゼル               |
| 2013-2014 | 無言歌 ニ長調 作品109 作曲：フェリックス・メンデルスゾーン 振付：ナタリア・ベステミアノワ、イゴール・ボブリン | 恋人達の夢 作曲：サン・プルー 振付：パスカーレ・カメレンゴ                               | 無言歌 ニ長調 作品109 作曲：フェリックス・メンデルスゾーン朝からゴキゲン 歌：ザ・バード・アンド・ザ・ビー 振付：佐藤有香 |
| 2012-2013 | 映画『シャレード』より 作曲：ヘンリー・マンシーニ 振付：佐藤有香                                              | ディヴェルティメント K.137 作曲：ヴォルフガング・アマデウス・モーツァルト 振付：佐藤有香 | ピュア・イマジネーション 歌：グリーキャスト                                                                              |
| 2011-2012 | 無言歌 ニ長調 作品109 作曲：フェリックス・メンデルスゾーン 振付：佐藤有香                                     | マイ・フェア・レディ 作曲：フレデリック・ロウ 振付：佐藤有香                             | 朝からゴキゲン 歌：ザ・バード・アンド・ザ・ビー 振付：佐藤有香                                                           |
| 2010-2011 | ジプシーダンス バレエ音楽『ドン・キホーテ』より 作曲：レオン・ミンクス                                        | だったん人の踊り 作曲：アレクサンドル・ボロディン                                        | カトゥーン・ヒーローズ 歌：アクア                                                                                        |
| 2009-2010 | フェスタ・フラメンカ 作曲：モンティ・ケリー                                                                   | ライモンダ 作曲：アレクサンドル・グラズノフ                                              | サムウェア 歌：スウィートボックス                                                                                        |
| 2008-2009 | セビリアの理髪師 作曲：ジョアキーノ・ロッシーニ                                                               | 映画『ネバーランド』サウンドトラックより 作曲：ヤン・A・P・カチュマレク                  | サムウェア 歌：スウィートボックス                                                                                        |